# Engelse creoolse talen
De Engelse creoolse talen zijn talen die op het Engels gebaseerd zijn. Het zijn vaak contacttalen die het praten tussen de Engelsen en de lokale bevolking vergemakkelijken, ook Pidgin genoemd. De meeste zijn ontstaan in de Britse koloniën.

## Lijst van Engelse creoolse talen
- Australisch-Creools in Australië
- Bajan op de Barbados.
- Bislama op Vanuatu
- Englog of Konyo Engels op de Filipijnen
- Grenadiaans-Creools in Grenada
- Gullah in de Verenigde Staten
- Guyanees-Creools in Guyana
- Hawaïaans-Creools-Engels op Hawaï
- Jamaicaans-Patois op Jamaica
- Liberiaanse Kreyol-taal in Liberia
- Krio in Sierra Leone
- Belizaans-Creools in Belize
- Kameroens-Creools in Kameroen
- Maagdeneilanden-Creools op de Maagdeneilanden
- Mekatelyu in Costa Rica
- Miskito in Honduras
- Aukaans en Saramaccaans in Suriname
- Pidgin Engels in Ghana en Nigeria
- Pitcairnees, Norfuk in Pitcairneilanden en Norfolk
- Saint Kitts-Creools in Saint Kitts en Nevis
- Singaporees in Singapore
- Sranantongo in Suriname.
- Tok Pisin in Papoea-Nieuw-Guinea
- Torres Straat-Creools op eilanden in de Torres Straat